# DSB SA
DSB SA는 덴마크 코펜하겐 지역 S토그에 사용하기 위해 1996년부터 2007년까지 도입된 차량으로, 총 105편성 반입되었다. 8량 1편성으로 SA-SB-SC-SD-SD-SC-SB-SA 순으로 연결된다. DSB의 4세대 S토그 차량의 일부이다. 알스톰 LHB와 지멘스가 독일 잘츠기터에서 제작하였다. 다른 S-토그 차량처럼 직류 1.5kV 전압을 지원하며, 최고 속도는 시속 120km이다. 동력차 비율이 높아 가속력이 좋은 편이며, 8량 편성 전체 길이는 83.78m이다.
편성의 각각 차량은 다음과 같다.
- SA 8101-8205 / 9101-9205: 운전실이 있는 동력 제어차 (Mc)
- SB 8301-8405 / 9301-9405: 집전 장치가 있는 동력차 (M')
- SC 8601-8705 / 9601-9705: 무동력 객차 (T)
- SD 8801-8905 / 9801-9905: 동력차 (M)

이전 세대 S-토그 차량과는 달리 차량간 통로문이 없고 통로 자체가 개방되어 있다. 1량당 길이가 짧고 폭이 넓어서 이를 고려하여 좌석이 배치되어 있다.

## 파생형
- DSB SE: 같은 세대 차량으로, 중련 가능한 4량 1편성이다.